# Tragiscoschema nigroscriptum
Tragiscoschema nigroscriptum är en skalbaggsart som först beskrevs av Leon Fairmaire 1897.  Tragiscoschema nigroscriptum ingår i släktet Tragiscoschema och familjen långhorningar.
Artens utbredningsområde är:
- Kenya.
- Moçambique.

Inga underarter finns listade i Catalogue of Life.